# Lőportorony (Riga)
A Lőportorony (lettül: Pulvertornis) Rigában, Lettország fővárosában található és eredetileg a város erődítményrendszerének a része volt. A jelenlegi Lőportorony 1650-ben épült, majd 1937 és 1940 között felújították, amikor a Lett Háborús Múzeum épületéhez csatolták.

## Története
A tornyot először 1330-ban említik Homoktorony néven (a név a toronnyal akkor szemben lévő homokdombokról származtatható). A torony bejárata öt méterrel a föld felett volt, így az épületbe csak egy keskeny lépcsőn lehetett bejutni. A Lengyel–Litván Unió elleni 1621-es svéd támadás során az egész torony elpusztult, kivéve az alapzatot, amelyre 1650-ben épült a ma látható Lőportorony. Alaprajzát nézve a torony patkó alakú volt: egyes helyeken a torony három méter vastag fala a külváros felé nézett, míg a város felőli fal fából készült (a tégla akkoriban drága építőanyag volt). A épület neve a 17. századból származik, amikor elméletileg lőport tároltak benne. A toronyban 11 ágyú volt, és egy "bombafogó" is helyet kapott: az ötödik és a hatodik emelet között három réteg tölgy- és fenyőrönkből készült, méteres vastagságú mennyezetet alakítottak ki. Később a toronyban volt egy börtön és több kínzókamra, fegyvereket 1883-ig tároltak. A torony falában ágyúgolyók láthatók, amelyeket az északi háború emlékére helyeztek el.
A város erődítményeinek lerombolása után a toronyban csak galambok éltek, és a torony bejárata nehezen megközelíthető volt, mivel 5 méterrel a föld felett volt. 1892-ben a Rubonia diákegyesület azzal a kéréssel fordult a városi tanácshoz, hogy engedélyezzék egy gyülekezőhely létrehozását a toronyban. A testület meghatározta a szükséges javítások követelményeit, és évi egy rubel jelképes bérleti díjat állapított meg. A torony takarítása közben a diákok 612 rubelért adták el a galambürüléket, ami akkoriban igen nagy összegnek számított. Hermanis Hilbig építész tervei szerint a deszkafal helyett tégla homlokzati fal épült, csúcsos tető került rá, és a torony modern külsőt kapott.
Az első világháború alatt, a diákegyesületet Moszkvába költöztették a Rigai Műszaki Egyetemmel együtt, és az újonnan létrehozott Lett Lövészezred Múzeum otthona lett, amelyet 1919-ben neveztek át Lett Háborús Múzeummá. 1937-1939-ben a toronyhoz egy új múzeumi tömböt építettek Artūrs Galindoms építész vezetésével, amelynek homlokzatán neoeklektikus korinthoszi pilaszterek láthatóak. 1957-től, a szovjet időszakban az épületben a Lett Szovjet Szocialista Köztársaság Forradalmi Múzeum volt megtalálható.

## Képgaléria

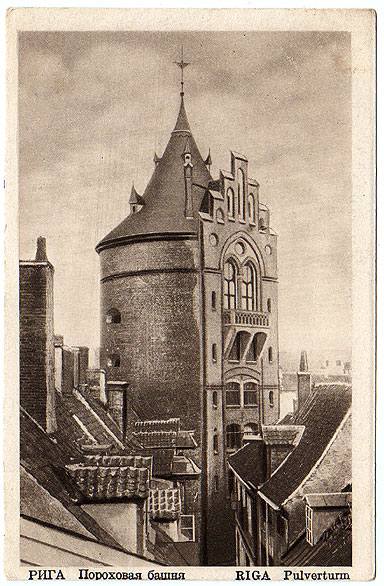
Kora 20. századi képeslap
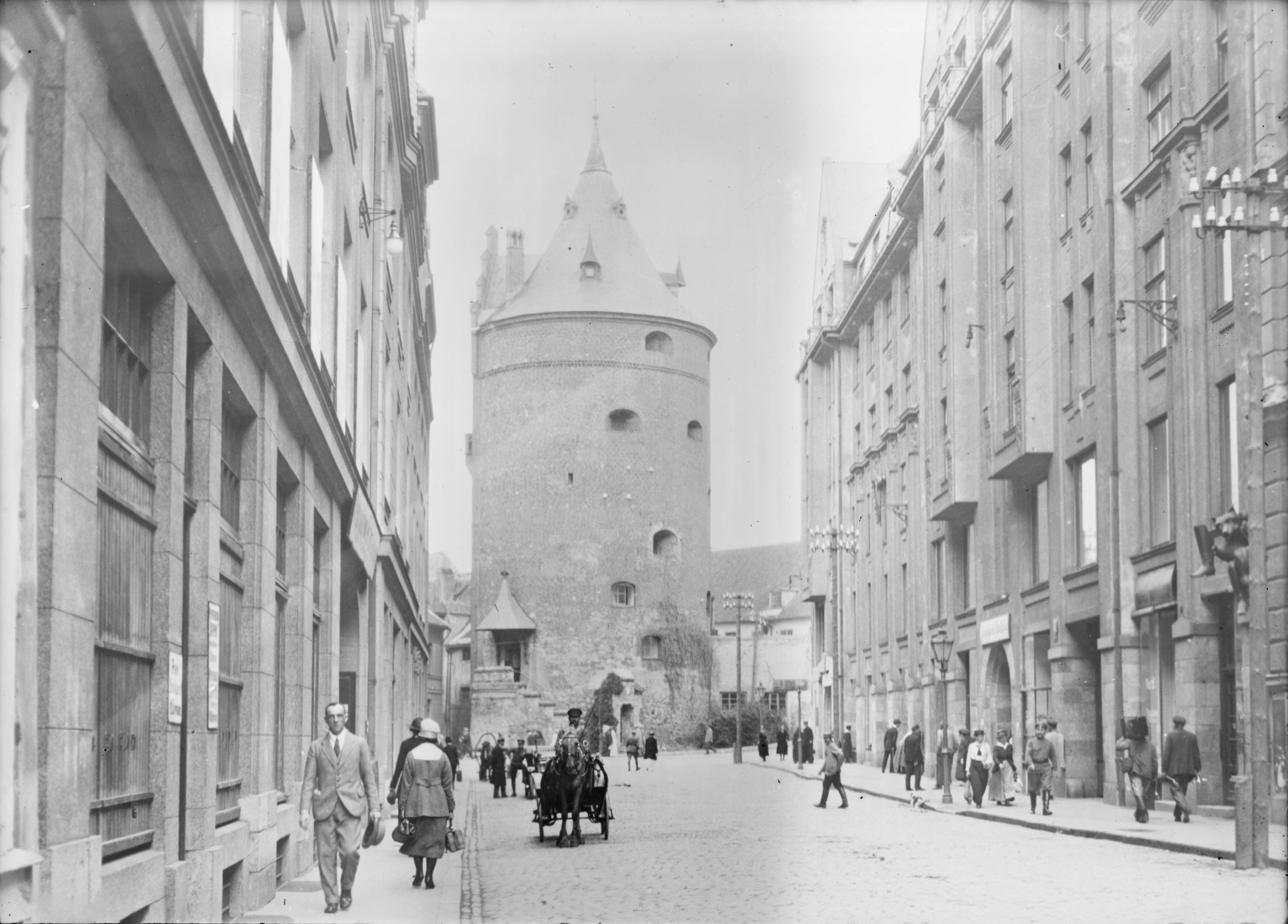
A lőportorony az 1920-as években
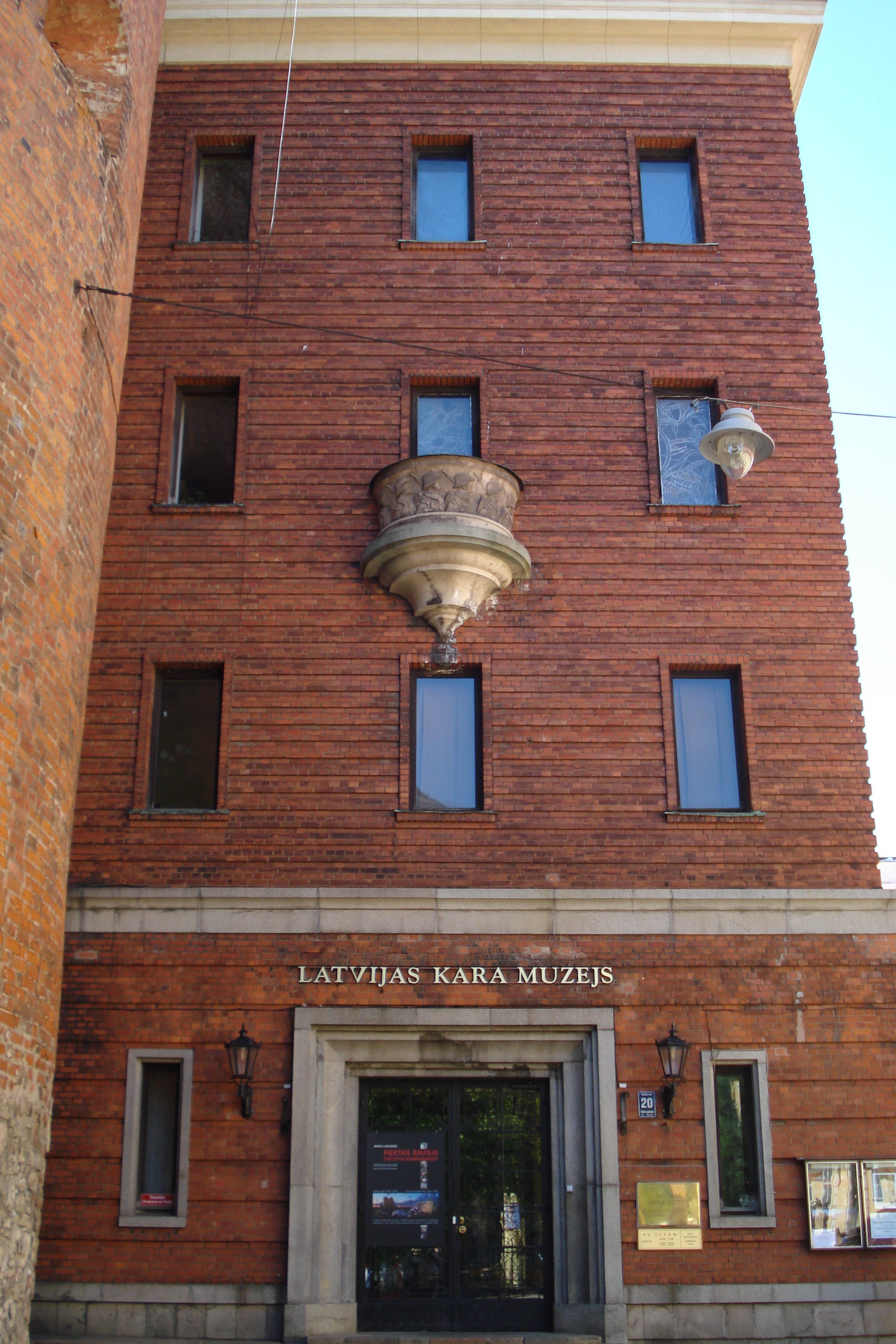
A múzeum bejárata

## Fordítás
Ez a szócikk részben vagy egészben  a   Powder Tower, Riga című angol Wikipédia-szócikk ezen változatának fordításán alapul.  Az eredeti cikk szerkesztőit annak laptörténete sorolja fel. Ez a jelzés csupán a megfogalmazás eredetét és a szerzői jogokat jelzi, nem szolgál a cikkben szereplő információk forrásmegjelöléseként.